# Liste der Monuments historiques in Thoisy-la-Berchère
Die Liste der Monuments historiques in Thoisy-la-Berchère führt die Monuments historiques in der französischen Gemeinde Thoisy-la-Berchère auf.

## Liste der Immobilien
| Bezeichnung                   | Beschreibung                                                     | Standort                             | Kennzeichnung | Schutzstatus | Datum | Bild           |
| ----------------------------- | ---------------------------------------------------------------- | ------------------------------------ | ------------- | ------------ | ----- | -------------- |
| Château de Thoisy-la-Berchère | Schloss, ab dem 15. Jahrhundert; mit Teilen der Innenausstattung | Place des Anciens Combattants (Lage) | PA00112695    | Inscrit      | 1978  | weitere Bilder |
| Kirche St-Pierre              | aus der ersten Hälfte des 16. Jahrhunderts                       | Rue de l’Eglise (Lage)               | PA00112696    | Inscrit      | 1971  | weitere Bilder |